# Гнесіна Олена Фабіанівна
Олена Фабіанівна Гнесіна (18 травня [30 травня] 1874, Ростов-на-Дону — 4 червня 1967, Москва) — російська і радянська піаністка, педагогиня. Заслужена артистка Республіки (1925), Заслужений діяч мистецтв РРФСР (1935). Одна з сестер Гнесіних (Євгенія та Марія), заснували музичне училище (нині Московська міська дитяча музична школа імені Гнесіних, Музичне училище імені Гнесіних і Російська академія музики імені Гнесіних).

## Життєпис
Олена Гнєсіна народилася 1874 року в родині казенного рабина Фабіана Йосиповича Гнесіна; мати, Бейла Ісаївна Флетзінгер-Гнесіна, співачка, учениця Станіслава Монюшка. Свою музичну освіту розпочала в Ростові-на-Дону. У 1893 році Олена Фабіанівна закінчила Московську консерваторію по класу фортепіано у класі Василя Сафонова; серед її викладачів були також Антон Аренський та Сергій Танєєв.
Разом зі своїми сестрами Євгенією та Марією заснувала в лютому 1895 року музичне училище, яке стало в подальшому Музичним училищем імені Гнесіних і Російською академією музики імені Гнесіних. Була директором, художнім керівником, професором училища, а з 1944 року — Державного музично-педагогічного інституту імені Гнесіних. Вела фортепіанний клас, а також методику викладання фортепіано. Є авторкою «Фортепіанної абетки» та іншої навчальної і методичної літератури.

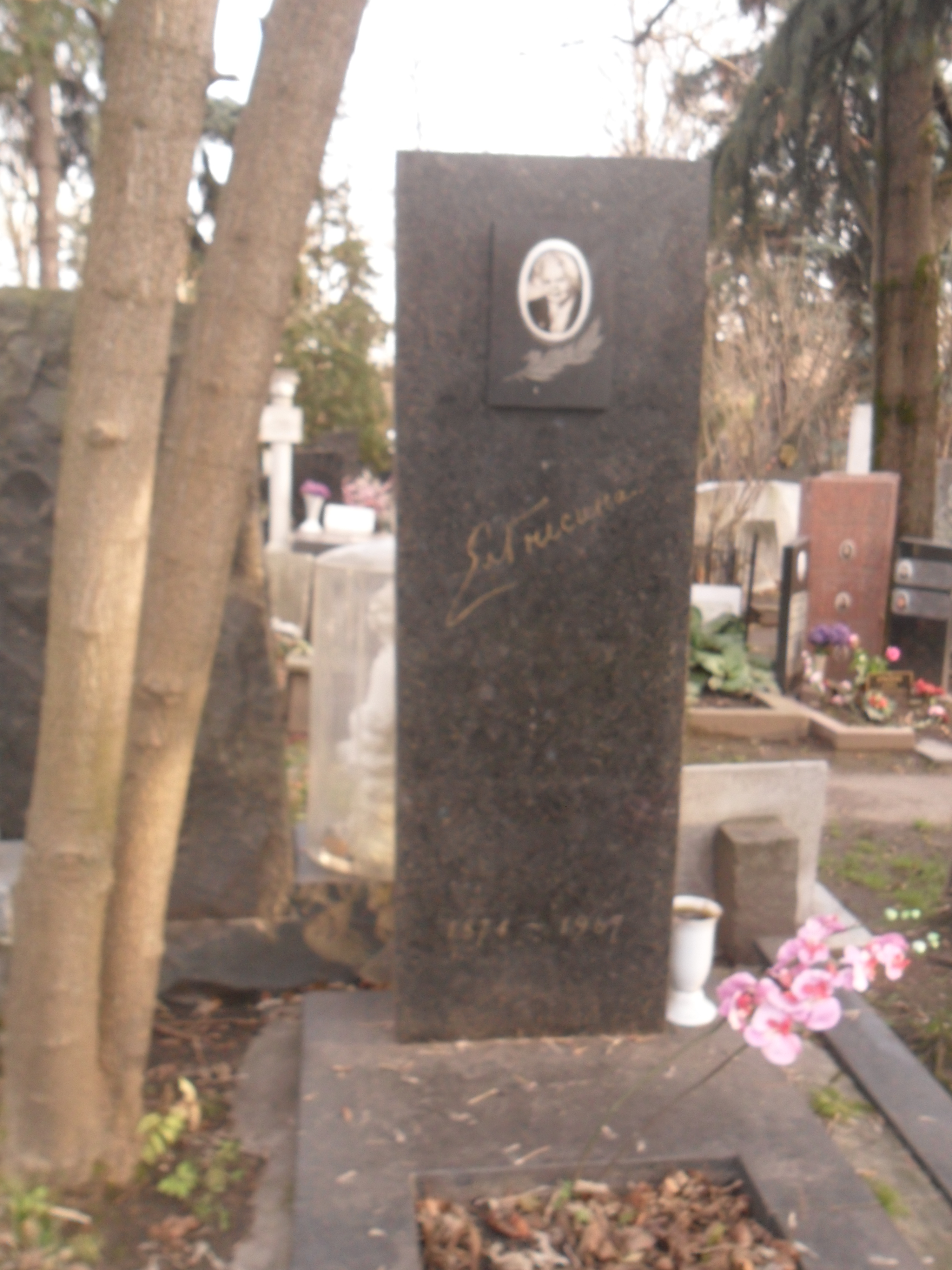
Могила Олени Гнесіної на Новодівичому цвинтарі Москви

Померла Олена Гнесіна 4 червня 1967 року. Похована в Москві на Новодівичому цвинтарі (ділянка № 2).

## Учні
Олена Фабіанівна розвивала найкращі традиції російської фортепіанної школи. Її відомими учнями були піаніст Лев Оборін, композитор Арам Хачатурян, диригент Євген Свєтланов, диригент Геннадій Рождественський.

## Нагороди
- Заслужена артистка Республіки (02.1925).
- Заслужений діяч мистецтв Російської РФСР (1935).
- Два ордени Леніна (14.02.1945; 29.05.1954).
- Два ордени Трудового Червоного Прапора (03.06.1937, 19.06.1964).
- Медалі.

У 1970 році був організований Музей-квартира Олена Гнесіної.

## Пам'ять
Олені Гнесіній у Москві перед будівлею Концертного залу Російської академії музики імені Гнесіних встановлено пам'ятник (з боку Малого Ржевського провулка).